# Andrzej Paluchowski
Andrzej Albin Paluchowski (ur. 26 stycznia 1933 w Częstochowie, zm. 17 września 2017 w Lublinie) – polski polonista, dyrektor biblioteki Katolickiego Uniwersytetu Lubelskiego.

## Życiorys
Urodził się jako syn Janiny z Zaskórskich oraz urzędnika – Bolesława. W latach 1945–1951 uczył się w Gimnazjum-Liceum im. Romualda Traugutta w Częstochowie. W latach 1951–1956 studiował polonistykę na Katolickim Uniwersytecie Lubelskim. Jego wykładowcami byli m.in. Feliks Araszkiewicz, Irena Sławińska, Czesław Zgorzelski. Debiutował jako student II roku recenzją pracy Leonarda Podhorskiego-Okołowa Realia Mickiewiczowskie (Warszawa 1952).

### Pierwsze publikacje
Pracę magisterską pisał na seminarium u profesora Zgorzelskiego. Dotyczyła ona obrazowania w Panu Tadeuszu i prawie w całości opublikowana została drukiem. Równocześnie opublikował antologię Matka Boska w poezji polskiej. Ze swym mistrzem studiów, Zgorzelskim i z kolegą ze swojego roku, Grabowskim przygotował do druku nie ukończoną monografię Wacława Borowego O poezji Mickiewicza (t. 1–2. Lublin 1958). Po wielu latach razem z Zofią Stefanowską redagował wybór prac Wacława Borowego Studia i szkice literackie (t. 1–2, Warszawa 1982). Należał do komitetu Redakcyjnego Wydania Rocznicowego Dzieł Mickiewicza. Opracował tom 6 do druku – Pisma filomackie.

### Praca w Bibliotece KUL
Został asystentem KUL po rocznej aspiranturze. Następnie był asystentem, starszym asystentem, po czym uzyskał status wykładowcy (1966), tę funkcję sprawował do 1973. W latach 1961–1971 był kierownikiem biblioteki Zakładu Historii Literatury Polskiej KUL. Opanowanie warsztatu naukowego było drogą do kierowania Biblioteką Główną KUL. Został tam powołany jako kustosz, niebawem wicedyrektor (od stycznia 1972). Był prawą ręką ojca Romualda Gustawa (OFM), (dyrektora od 1950). Po jego śmierci został w 1976 dyrektorem tej instytucji.
Do jego najważniejszych sukcesów jako dyrektora należy stała prowadzona od 1979 współpraca Biblioteki Uniwersyteckiej KUL z Biblioteka Watykańską (BAV). Współpraca została nawiązana z inicjatywy profesor Karoliny Lanckorońskiej. Coroczne pobyty Paluchowskiego w Rzymie miały na celu kompletowanie i uzupełnianie poloników w BAV w takim zakresie, aby mogły one stanowić podstawowy warsztat dla uczonych polskich, którzy tu w Archiwum Watykańskim i w Bibliotece, podejmują poszukiwania badawcze. Paluchowski w latach 1980–1998 stworzył kanon niezbędnych dla BAV polskich publikacji naukowych, wprowadził do zbiorów około 500 woluminów książek i około osiemdziesięciu tytułów czasopism.
Drugim kierunkiem jego podróży zawodowych była Biblioteka Polska w Londynie. Zaprzyjaźniony z dyrektorem Zdzisławem Jagodzińskim i z Jerzym Kulczyckim miał nieograniczony dostęp do poloników z emigracji. W 1988 przebywał przez cztery tygodnie w kilku bibliotekach amerykańskich (Bibliotece Kongresu Stanów Zjednoczonych (Library of Congress), Harvard University Library, Hoover Library) na zaproszenie Departamentu Stanu USA.
Stworzył jeden z najpełniejszych w kraju zbiorów piśmiennictwa emigracji politycznej po drugiej wojnie światowej. W okresie narodzin i rozwoju wydawnictw tzw. drugiego obiegu latach 1976–1989 zdołał zgromadzić w Bibliotece KUL jeden z głównych zasobów tego piśmiennictwa w Polsce. Jako dyrektor biblioteki był członkiem Senatu KUL. Został zwolniony z funkcji dyrektora w 1997 (przyczyna dymisji nie została podana). Pracował jeszcze na innym stanowisku do 1 października 1998. Członek Towarzystwa Instytutu Europy Środkowo-Wschodniej i Towarzystwa Naukowego KUL.
Andrzej Paluchowski zmarł 17 września 2017 w Lublinie. Pogrzeb odbył się 30 września 2017. Andrzej Paluchowski jest pochowany na Cmentarzu przy ul. Lipowej w Lublinie.

## Życie prywatne
Żonaty z Danutą z Zamącińskich, wykładowcą na polonistyce KUL, również mickiewiczologiem. Mieli trzech synów: Jana, Piotra i Krzysztofa.

## Ordery, nagrody i wyróżnienia
- Postanowieniem z 14 października 2008 „za wybitne zasługi w działalności na rzecz przemian demokratycznych w Polsce, za osiągnięcia w podejmowanej z pożytkiem dla kraju pracy zawodowej i społecznej” Prezydent RP odznaczył go Krzyżem Komandorskim Orderu Odrodzenia Polski[4]
- Nagroda dla najlepszego bibliotekarza w Polsce, którą otrzymał 16 maja 1998 w sali im. Adama Mickiewicza w Pałacu Kultury i Nauki w Warszawie podczas Międzynarodowych Targów Książki. Jest to nagroda im. Adama Mickiewicza, ufundowana przez The East European Project w Londynie.
- Z okazji Święta Patronalnego w dniu 18 czerwca 2004 Rektor KUL w obecności Senatu i Społeczności Uniwersyteckiej wręczył Andrzejowi Paluchowskiemu – „Medal za Zasługi dla Katolickiego Uniwersytetu Lubelskiego” od Rektora KUL (2004)[5].

## Wybrane publikacje
- Notatnik uczonego szperacza „Tygodnik Powszechny” 9 (1953), nr 7 (413), s. 7.
- (redakcja) Wacław Borowy, O poezji Mickiewicza, t. 2, przedmowa Konrad Górski, przygotowali do druku Wiesław Grabowski, Andrzej Paluchowski, Czesław Zgorzelski, Lublin: Towarzystwo Naukowe Katolickiego Uniwersytetu Lubelskiego 1958.
- Uwagi o obrazowaniu w „Panu Tadeuszu”, „Pamiętnik Literacki” 50 (1959), z. 2, s. 475–516.
- Matka Boska w poezji polskiej, t. 1: Szkice o dziejach motywu, Lublin 1959, s. 61–115.
- Pigoń, „Roczniki Humanistyczne” 18 (1970), z. l, s. 5–181.
- Uwagi o najpilniejszych potrzebach w zakresie wiedzy o Mickiewiczu [w:] Mickiewicz. Sympozjum w KUL, Lublin 1979, s. 237–245.
- Śp. o. Romuald Michał Gustaw OFM (1911–1976), „Biuletyn Informacyjny KUL” 5 (1976), nr 2(1l0), s. 51–53.
- O Zdzisławie Jastrzębskim [w:] Zdzisław Jastrzębski, Konspiracyjna publicystyka literacka 1910–1944. Antologia, Kraków 1973, s. 282–285.
- Bibliografia prac Ireny Sławińskiej 1933–1976, Lublin 1976.
- 70 żywotów : portrety, sylwetki, wywiady i wspomnienia o ludziach, których życie było godne i owocne [...], wybrał i zredagował Andrzej Paluchowski, przedmową opatrzył Jerzy Turowicz, Kraków: Znak 1977.
- Matka Boska w poezji czasów stanisławowskich i okres romantyzmu, Lublin 1959.
- Uwagi o wystawie kopernikowskiej, Lublin 1973.
- (oprac.) Wacław Borowy, Studia i szkice literackie, t. 1–2, wybór i oprac. Zofia Stefanowska i Andrzej Paluchowski, Warszawa: Państwowy Instytut Wydawniczy 1983.
- Adam Mickiewicz, List do córki Marii z dnia 19 grudnia 1851 roku, tekst wybrał i przygotował do druku Andrzej Paluchowski, Lublin: „Norbertinum” 1998.
- Wacław Borowy, O poezji Mickiewicza, przygotowali Zofia Stefanowska i Andrzej Paluchowski, Wyd. 2 uzup. Lublin: TNKUL 1999.
- Adam Mickiewicz, Pisma filomackie. Pisma polityczne z lat 1832–1834, oprac. Michał Witkowski i Czesław Zgorzelski, przy współpracy Andrzeja Paluchowskiego, Warszawa: „Czytelnik” 2000.
- Zdzisław [Konstanty] Jagodziński, „Uniesienie prawego serca”, „Rocznik Polskiego Towarzystwa Naukowego na Obczyźnie” 43 (1999/2000)[druk.:2001], s. 53–56.
- Przemówienie wygłoszone podczas pogrzebu śp. Profesora Czesława Zgorzelskiego [w:] Czesław Zgorzelski [1908–1996]. Uczony i wychowawca, red. Danuta Paluchowska, Marian Maciejewski, Lublin: Redakcja Wydawnictw KUL 2002, s. 183–186.
- [Pożegnanie wygłoszone podczas Mszy św. rekwialnej] [w:] Zdzisław Jagodziński jakim Go pamiętamy.., wyboru wspomnień i ich oprac. dokonali Jadwiga Szmidt i Zdzisław Wałaszewski, Londyn: Biblioteka Polska POSK 2003, s. 52–54.
- Bibliografia prac Ireny Sławińskiej, oprac. Andrzej Paluchowski, Wojciech Kaczmarek [w:] Świat jako spektakl. Irenie Sławińskiej na dziewięćdziesięciolecie urodzin, red. Wojciech Kaczmarek, Lublin: Wydawnictwo KUL 2003, s. 307–353.
- Borovianum [w:] Zatajony artysta. O Wacławie Borowym 1890–1950, Wybór szkiców i wspomnień Andrzej Biernacki, Lublin: Norbertinum 2005, s. 265–276.